# 710-й отдельный разведывательный артиллерийский дивизион
710-й отдельный разведывательный артиллерийский дивизион Резерва Главного Командования — воинское формирование Вооружённых Сил СССР, принимавшее участие в Великой Отечественной войне.
Сокращённое наименование — 710-й орадн РГК.

## История
Сформирован в составе Южного фронта 10 декабря 1941 года года .
В действующей армии с 10.12.1941 по 04.05.1943.
В ходе Великой Отечественной войны вёл артиллерийскую разведку в интересах артиллерии соединений  12-й армии ,ТОР, 44-й армии Южного , Северо-Кавказского и Закавказского  фронтов.
Приказом НКО СССР № 202 от 4.05.43г. преобразован в 25-й отдельный гвардейский разведывательный артиллерийский дивизион .

## Состав
- Штаб
- Хозяйственная часть
- батарея звуковой разведки (БЗР)
- батарея топогеодезической разведки (БТР)
- взвод оптической разведки  (ВЗОР)
- фотограмметрический взвод (ФГВ)
- артиллерийский метеорологический взвод (АМВ)
- хозяйственный взвод

## Подчинение
| Дата                 | Фронт                   | Армия      | Корпус | Дивизия | Бригада | Примечания |
| -------------------- | ----------------------- | ---------- | ------ | ------- | ------- | ---------- |
| 10.12.41 -6.02.42г.  | Южный фронт             | 12-я армия | -      | -       | -       | -          |
| 25.02.42 -28.07.42г. | Южный фронт             | 12-я армия | -      | -       | -       | -          |
| 28.07.42-20.09.42г   | Северо-Кавказский фронт | 12-я армия | -      | -       | -       | -          |
| 20.09.42-20.12.42г   | Закавказский фронт      | ТОР        | -      | -       | -       | -          |
| 20.12.42-1.05.43г    | Закавказский фронт      | 44-я армия | -      | -       | -       | -          |

## Командование дивизиона
Командир дивизиона
- гв. майор Езрубельский Яков Владимирович

Начальник штаба дивизиона
- гв. капитан Ананьин Вениамин Кирилович

Заместитель командира дивизиона по политической части
- гв. майор Шитов Иван Фёдорович

Помощник начальника штаба дивизиона
Помощник командира дивизиона по снабжению

## Командиры подразделений дивизиона
Командир  БЗР
- лейтенант Сидоров Михаил Фёдорович

Командир БТР
- ст. лейтенант Барановский Борис Григорьевич

Командир ВЗОР
Командир ФГВ
- лейтенант Пикус Илья Абрамович

Командир АМВ
- лейтенант Сундугей Екатерина Даниловна